# Ilyushin Il-62
El Ilyushin Il-62 (en ruso: Ил-62, designación OTAN: Classic) es el primer reactor de pasajeros de largo alcance producido en la Unión Soviética.  Concebido en 1960 por la oficina de diseño del fabricante de aeronaves Ilyushin, el Il-62 es un tetrarreactor que realizó su primer vuelo el 2 de enero de 1963 y entró en servicio en la compañía soviética Aeroflot en marzo de 1967.
En abril de 2015, transcurrido más de medio siglo de su vuelo inaugural, un total de trece aeronaves aún permanecen en servicio activo, convirtiéndolo en uno de los reactores rusos más longevos, si se tiene en cuenta que el último Il-62 fabricado salió de la línea de producción en 1995.

## Desarrollo
Con la llegada al mercado de los aviones a reacción de largo alcance estadounidenses Boeing 707 y Douglas DC-8 a finales de los años 1950, el gobierno de Nikita Jrushchov consideró la necesidad de crear una versión soviética de los mismos, por lo que en junio de 1960 se emitió un decreto que ordenaba a la oficina de diseño Ilyushin la creación de un reactor de medio-largo alcance y de gran capacidad de pasajeros.
Los primeros diseños de este avión fueron muy similares a los del británico Vickers VC10, de ahí el hecho de que los dos aviones se asemejen bastante, sobre todo en la disposición de los motores, montados a pares en la parte trasera del fuselaje. Además, ambos podían operar rutas de largo alcance y hacerlo en pistas cortas o mal preparadas.
El primer prototipo estuvo listo en septiembre de 1962 y fue inspeccionado por  Nikita Jrushchov,  máximo dirigente de la Unión Soviética entre 1953 y 1964, pero hasta el año siguiente no haría su vuelo inaugural. Durante cuatro años el equipo de diseño, dirigido por Vladimir Kokkinaki, estuvo trabajando para mejorar determinados aspectos del avión, y al final pudo entrar en servicio en la aerolínea estatal soviética Aeroflot en marzo de 1967.
La entrada del Túpolev Tu-114, aeronave a la que pretendía sustituir, en las rutas de larga distancia de Aeroflot y un retraso en la fabricación del motor Kuznetsov NK-83 que inicialmente era el que iba a propulsar al Il-62, hicieron que se alargara el programa de diseño dos años.
El 24 de septiembre de 1962 se presenta el primer prototipo (matriculado CCCP-06156), y el 2 de enero de 1963 tiene lugar el primer vuelo desde el aeródromo de Zhukovsky, situado a 40 km al sudeste de Moscú. Este primer prototipo quedaría destruido cuando el 25 de febrero de 1965 chocó contra una valla en las pruebas de despegue con peso máximo, falleciendo sus 10 ocupantes. 
Aeroflot recibe su primera unidad en marzo de 1967, convirtiéndose en el primer operador del modelo. Durante sus primeros meses de servicio, el Il-62 estuvo haciendo únicamente rutas internas dentro de la Unión Soviética, realizando su primer vuelo internacional en septiembre de 1968 entre las ciudades de Moscú y Montreal (Canadá).
En 1971 aparece la versión Il-62M, en la cual se incorporaban los motores previstos (Soloviev D-30KU) y un nuevo depósito de combustible, que hacían  este modelo más potente, económico y de mayor alcance.
En 1978 apareció una nueva versión, denominada Il-62MK, que incorporaba una serie de cambios en la estructura, el tren de aterrizaje y los sistemas de control del aparato, con la intención de lograr la realización de operaciones cargando un peso mayor. También aumentó la autonomía del avión.
En 1996, se entrega la última unidad a Aeroflot, tras 30 años de producción y 292 unidades producidas.

## Especificaciones

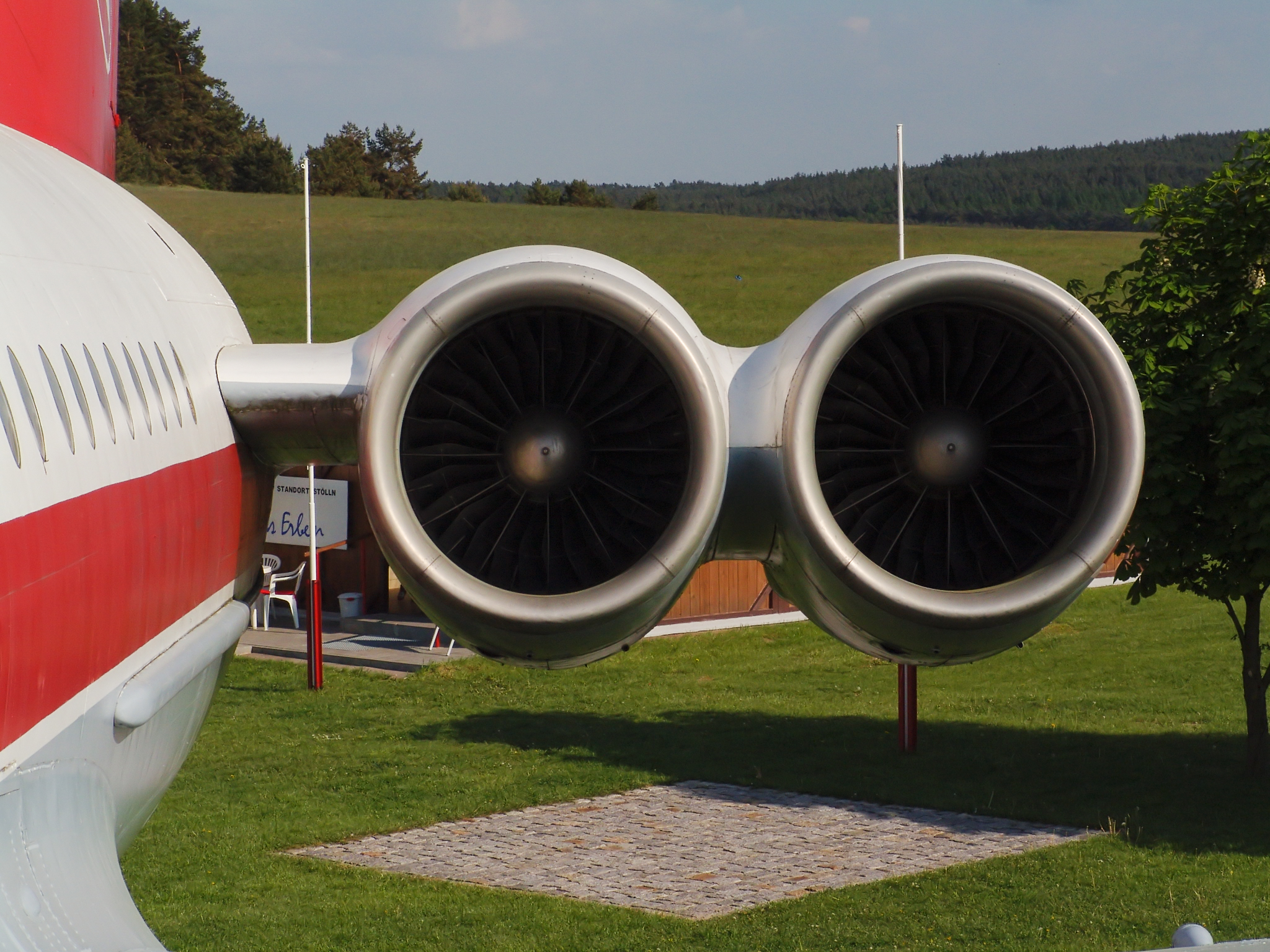
Imagen que muestra como los motores del Il-62 están instalados por parejas en la parte posterior del fuselaje.

Referencia datos: Ilyushin.org

### Características generales
- Tripulación: 3 a 5 (4 pilotos, primer oficial, ingeniero de vuelo, y opcionalmente un navegante, un operador de radio)
- Capacidad: 

  - Il-62: 186 pasajeros
  - Il-62M: 186 pasajeros
  - Il-62MK: 195 pasajeros
- Longitud: 53.12 M
- Envergadura: 43.2 m
- Altura: 12,35 m
- Superficie alar: 279.55 m²
- Peso vacío: 71.600 kg
- Peso máximo al despegue: 167.000 kg (Il-62MK)
- Planta motriz: 4× turboventiladores 4 × Soloviev D-30KU , 107.9 kN (24,250 lbf).
  - Empuje normal: 107,9 kN de empuje cada uno.

### Rendimiento
- Velocidad máxima operativa (Vno): 900 km/h mach 0,83
- Velocidad crucero (Vc): 850 km/h mach 0,80
- Alcance: 10 000 km (Il-62MK)
- Techo de vuelo: 12.000 m
- Régimen de ascenso: 5,3 m/s
- Carga alar: 349 kg/m²
- Empuje/peso: 0.259

## Operadores

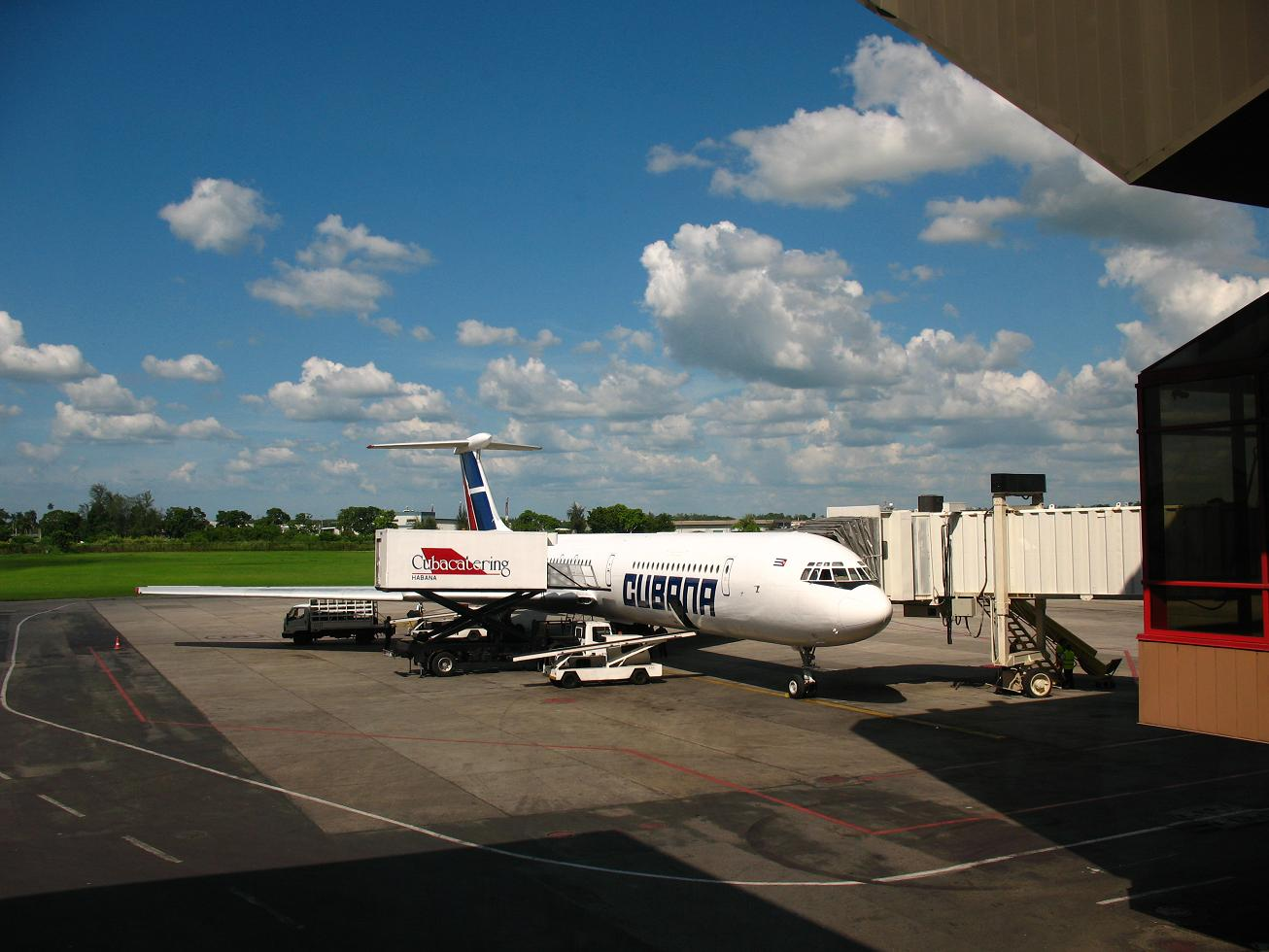
Ilyushin Il-62M de Cubana de Aviación en el Aeropuerto Internacional José Martí de La Habana.

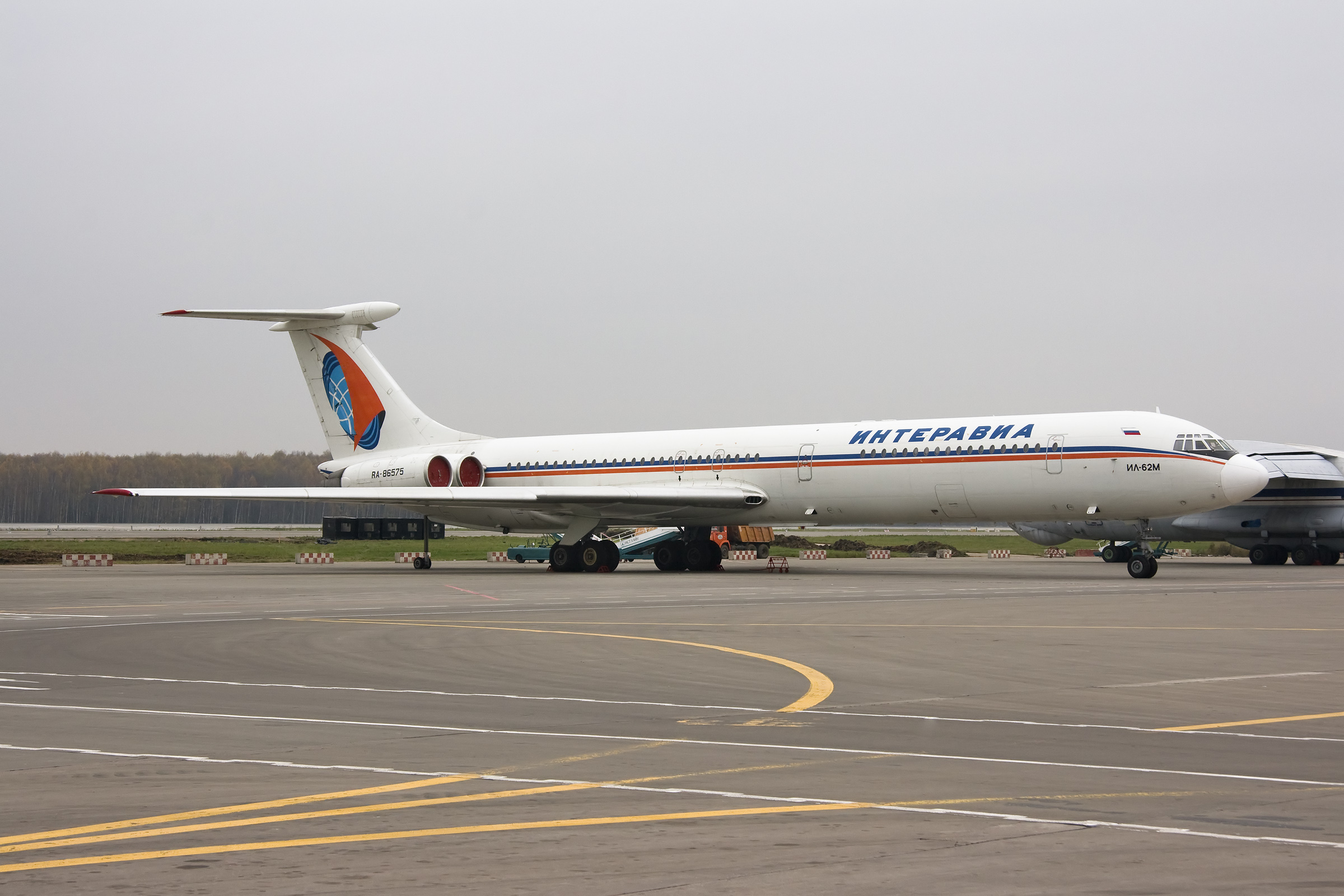
Ilyushin Il-62M de Interavia Airlines en el Aeropuerto de Púlkovo en San Petersburgo.

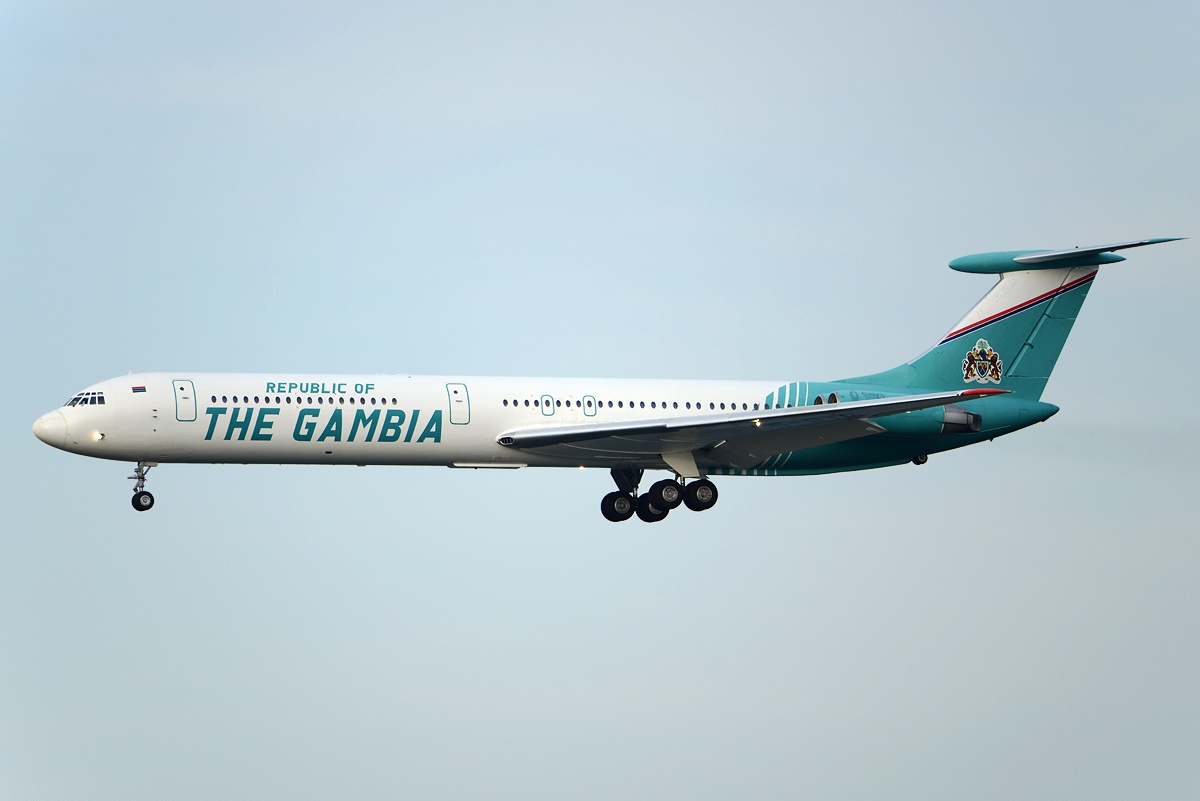
Ilyushin Il-62 empleado por el Gobierno de Gambia para transporte de personalidades.

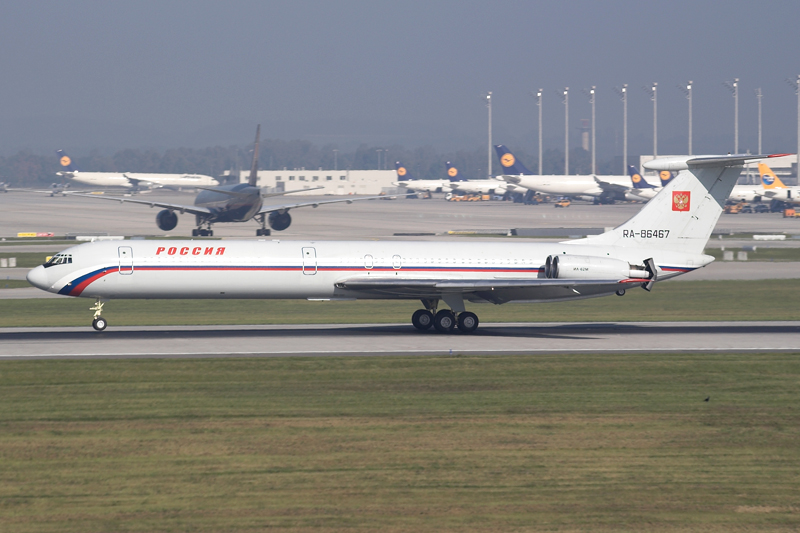
Ilyushin Il-62 de la compañía rusa Rossiya.

### Civiles
Corea del Norte
- Air Koryo (4 Il-62M)

 Kazajistán
- Samal Air (1 Il-62M)

 Libia
- Libyan Arab Air Cargo (1 Il-62M)

### Militares
- Alemania: antiguo operador
- Alemania Oriental: antiguo operador (10 Il-62M)
- Corea del Norte (2 Il-62M)
- Gambia (1 Il-62)
- Georgia
- Libia
- Rusia (7 Il-62M)
- Sudán (1 Il-62M)
- Ucrania
- Unión Soviética: antiguo operador

### Antiguos Operadores
| Cuba - Cubana de Aviación (2 Il-62M) (Retirados en marzo del 2011) | Irán - Aria Air (2 Il-62M) Kazajistán - Air Kokshetau (2 Il-62M) Kirguistán - Quadro-Aero (1 Il-62M) Rusia - Dalavia (6 Il-62M) - Mavial Magadan Airlines (2 Il-62M) | Rusia - Domodedovo Airlines (5 Il-62M) - Interavia Airlines (4 Il-62M) - Aviaenergo (1 Il-62M) - Rossiya (aerolínea) (1) |

### Aeronaves similares
- Boeing 707
- Douglas DC-8
- Vickers VC-10
- Douglas DC-9

### Listas relacionadas
- Aviones de pasajeros de Ilyushin: Il-12 · Il-14 · Il-18 (1947) · Il-18 · Il-62 · Il-86 · Il-96 · Il-114